# آشاغی قشلاق
آشاغی قشلاق (به لاتین: Aşağı Qışlaq، به ارمنی: آغتاو Աղտավ) یک منطقه مسکونی در جمهوری آذربایجان است که در شهرستان شاهبوز واقع شده است. آشاغی قشلاق ۹۱۷ نفر جمعیت دارد.